# Rathaus (Aarhus)

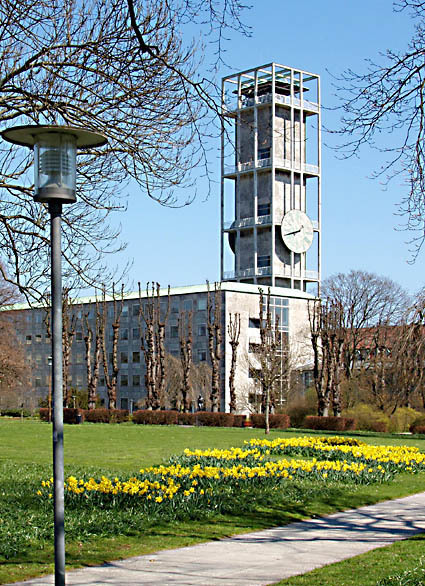
Rathaus Aarhus mit dem Turm

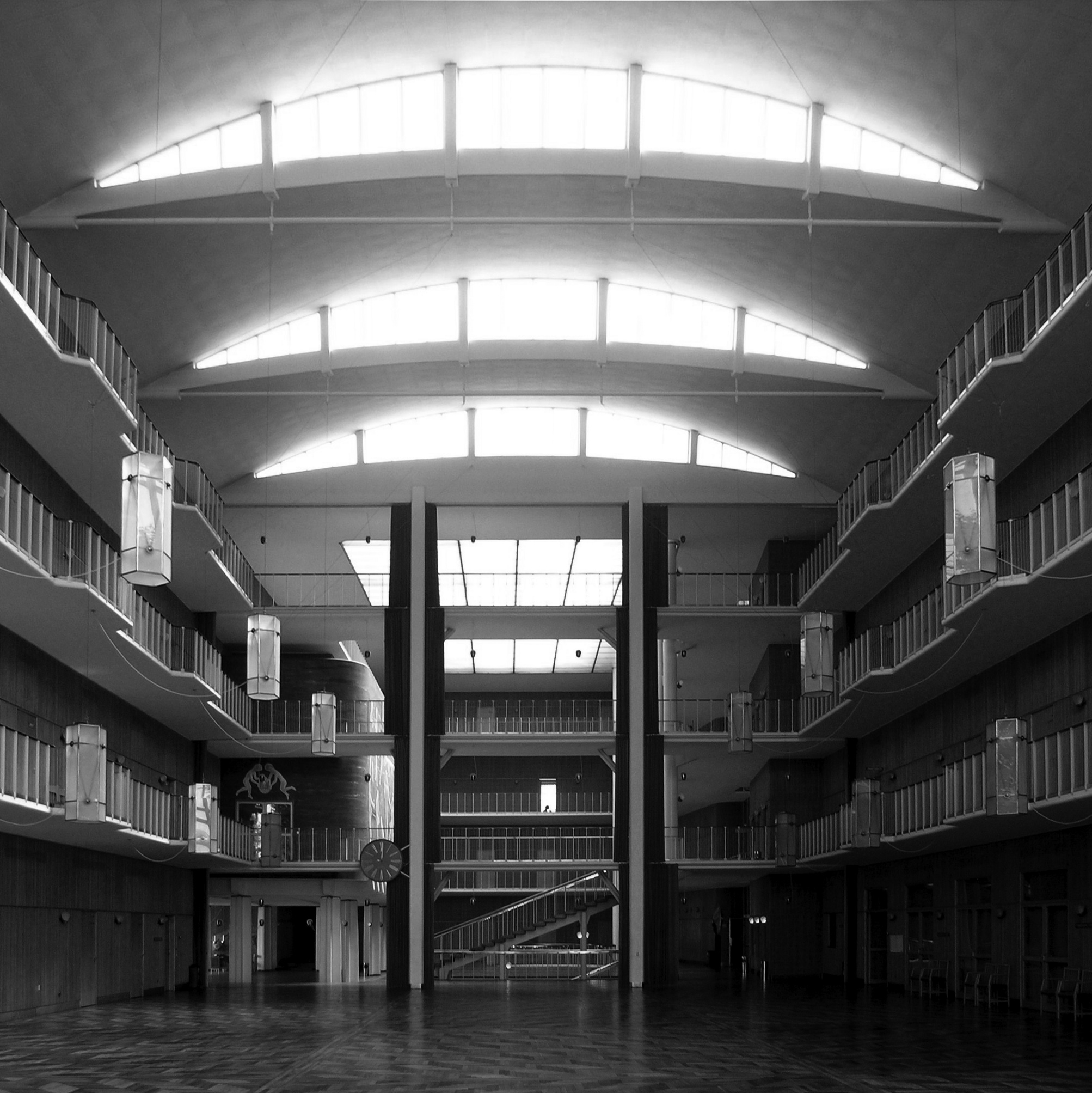
Die Haupthalle des Rathauses mit der Eingangshalle im Hintergrund

Das Rathaus in Aarhus (Aarhus Rådhus) wurde nach den Plänen der dänischen Architekten Arne Jacobsen und Erik Møller gebaut. Die Eröffnung war am 2. Juni 1941. 

## Entstehung
Die Gemeinde Aarhus schrieb 1936 einen Architekturwettbewerb aus, den Jacobsen und Møller gewannen. Die ursprünglichen Pläne sahen zunächst keinen Turm vor, dieser fand erst nach Protesten aus der Bevölkerung Einzug in die Pläne. Für seine Zeit galt das Gebäude als modern und fortschrittlich. Es wurde fast ausschließlich aus Beton gebaut und weist einen mit Glas überdachten Lichthof im Inneren auf. Die Außenverkleidung besteht aus norwegischem Marmor. 1994 wurde es unter Denkmalschutz gestellt.

## Eigenschaften
Das Rathaus nimmt eine Fläche von 19.380 m² ein, der Turm ist 60 m hoch und hat in seinem unteren Bereich eine Turmuhr mit einem Durchmesser von 7 m. Das Glockenspiel auf der Spitze des Turms wird von der Uhr angesteuert. Weitgehend original erhalten geblieben aus den 1940er Jahren sind die drei Aufzüge mit Kabinen aus Holz und einem Fahrstuhlschacht überwiegend aus Glas. Bekannt ist ferner wegen seiner markanten Holzverkleidung der Hochzeitssaal.
Zu bestimmten Anlässen kann der Turm gegen Gebühr besichtigt werden, im Übrigen ist das Rathaus werktags für jedermann öffentlich zugängig.

## Vorgängerbauten
Die Gemeinde Århus hatte vor dem aktuellen Gebäude zwei andere Rathäuser. Das erste Rathaus von Århus aus dem 15. Jahrhundert befand sich neben der Domkirche und wurde 1859 abgerissen. Das zweite Rathaus, gebaut in den Jahren 1856–1857, beherbergte in den Jahren 1941–1984 eine Polizeistation und seitdem das Frauenmuseum.